# Chrysolophus
Chrysolophus – rodzaj ptaków z podrodziny bażantów (Phasianinae) w rodzinie kurowatych (Phasianidae).

## Zasięg występowania
Rodzaj obejmuje gatunki występujące w Chinach i Mjanmie.

## Morfologia
Długość ciała samców 100–173 cm (ogon 63–115 cm), samic 61–70 cm (ogon 28–37,5 cm); masa ciała 350–850 g; rozpiętość skrzydeł 65–78 cm.

## Systematyka

### Etymologia
- Chrysolophus: gr. χρυσολοφος khrusolophos „ze złotym czubem”, od χρυσος khrusos „złoty”; λοφος lophos „czub”[7].
- Thaumalea: gr. θαυμαλεος thaumaleos „cudowny”, od θαυμα thauma, θαυματος thaumatos „cud, dziw”[8]. Gatunek typowy: Phasianixs pictus Linnaeus, 1758.
- Epomia: gr. επωμιος epōmios „ramieniowy”, od επωμις epōmis, επωμιδος epōmidos „ramię”[9]. Gatunek typowy: Phasianus amherstiae Leadbeater, 1829.

### Podział systematyczny
Do rodzaju należą następujące gatunki:
- Chrysolophus pictus (Linnaeus, 1758) – bażant złocisty
- Chrysolophus amherstiae (Leadbeater, 1829) – bażant diamentowy.